# Erwin Goelz
Erwin Goelz, Pseudonym Frank Maraun (* 10. Oktober 1903 in Esslingen am Neckar als Erwin Alfred Gölz; † 26. September 1981 in Stuttgart) war ein deutscher Publizist, der sich nach 1933 zu einem der profiliertesten Filmkritiker entwickelte.

## Leben und Wirken
Goelz wurde nach dem Studium der Germanistik und Theaterwissenschaften Filmkritiker, war in der Zeit des Nationalsozialismus zunächst als Journalist für mehrere Berliner Zeitungen und später im Propagandaministerium tätig und schrieb unter den Namen Frank Maraun u. a. für Die Wehrmacht, Der Deutsche Film und die Nationalsozialistischen Monatshefte und nach 1945 für die Stuttgarter Zeitung. Die zu Beginn der 1960er Jahre aufkommende Diskussion über seine Tätigkeit für das nationalsozialistische Regime hatte zur Folge, dass er ab 1963 meist nur noch für den Hörfunk arbeiten konnte. Er galt als ein großer Kenner von Gottfried Benn.

## Publikationen (Auswahl)
- Frank Maraun: Wehrmacht im Film. In: Wehrmacht 2 (1938), Nr. 11, Juniausgabe 1938, S. 3.
- Frank Maraun: Berichterstatter Film. Die Bedeutung der Wochenschau neben Funk und Presse. In: Der Deutsche Film. „Zeitschrift fÜr Filmkunst und Filmwirtschaft“ 3 (1939), Nr. 5, S. 105.
- Frank Maraun: Der Feldzug in Polen – filmisch gestaltet. In: Der Deutsche Film 4 (1940), Nr. 1, S. 138–140.
- Frank Maraun: Deutscher Sozialismus im Film. In: Der Deutsche Film 4 (1940), Nr. 11.
- Frank Maraun: Kamera an der Front. In: Nationalsozialistische Monatshefte 13 (1942), Nr. 147, Juni 1942, S. 31–36.